# Lorette Andersen
Pour les articles homonymes, voir Andersen.
Lorette Andersen est une conteuse franco-suisse d'origine méditerranéenne. 

## Biographie
Après avoir suivi une formation de comédienne au Conservatoire de Genève, Lorette Andersen a exercé plusieurs métiers avant de revenir à la scène : ethnologue, comédienne, ouvrière, institutrice, animatrice d'atelier d'écriture.  
Conteuse professionnelle depuis 1993, elle partage son temps entre les représentations des spectacles de contes et les formations qu'elle donne. «Éclectique par goût, elle s’intéresse tant à la légende contemporaine qu’au conte merveilleux ou aux récits de contrées très lointaines. Son premier répertoire a été les contes de Suisse romande.»  
Elle a publié deux livres de contes : Histoires horrifiques chez Planète rebelle (2005), ainsi que Des nouvelles de Suisse aux Éditions Oui Dire (2014). Elle a également publié un livret de prévention intitulé Le dimanche de Louis chez l'organisme Action Innocence (2018).   
À partir de récits de vie collectés dans un hôpital genevois, elle écrit un conte intitulé «Oiseau Vole» qui parait dans un ouvrage collectif intitulé Les chemins de la résilience aux Éditions Hôpital Cantonal.   
Très impliquée auprès des jeunes, elle rejoint le courant de l'éducation nouvelle qui défend le principe d'une participation active des individus à leur propre formation,. De 1982 à 1992, elle a enseigné à l'École Active de Genève. C'est là, notamment, qu'elle a commencé à pratiquer les ateliers d'écriture avec les enfants et les parents selon la méthode d'Elizabeth Bing. Elle a aussi suivi les formations du Groupe français d'éducation nouvelle (GFEN) autour de l'écriture et des ateliers d'écriture. Enfin, depuis 1993, elle opère en tant que conteuse et formatrice sous l'égide de l'Association Le Coquelicot.     
Dans une entrevue donnée au journal Le Temps, elle donne sa définition du conte : «Le mot [conte] a plusieurs sens, [dit] Lorette Andersen. Une petite histoire, une histoire un peu fantastique, merveilleuse ou même un peu mièvre, on appelle ça des contes. Pour moi, pour les folkloristes, pour les anthropologues, un conte est une partie des histoires transmises de bouche-à-oreille depuis des milliers d’années. On trouve dans les textes en runes, dans des papyrus, dans les premiers livres, des traces des contes que nous racontons aujourd’hui.» Ce à quoi elle ajoute : il y a une différence entre raconter et conter. «Raconter, c’est énumérer des faits. Mais conter, c’est vraiment emmener tout le monde ailleurs. C’est quand le public est complètement dedans, comme si on était tous embarqués dans le même bateau.»     
Depuis, elle a participé à plusieurs festivals de contes comme le Festilou, La Grande nuit du conte, Festival Rendez-Vous des Grandes-Gueules de Trois-Pistoles, et plusieurs autres.      

## Œuvre

### Contes
- Histoire horrifiques (avec Eloïse Brodeur), Montréal, Planète rebelle, 2005, 44 p.  (ISBN 9782922528527)[9]
- Des nouvelles de Suisse (avec Pierre Rosat et Catherine Gaillard), Valence, Éditions Oui Dire, 2014,  (ISBN 9782917333419)

### Livret de prévention
- Le dimanche de Louis, Genève, Action Innocence, 2018, 25 p.